# Aufbodenkanal
Ein Aufbodenkanal dient bei der Elektroinstallation der Aufnahme von elektrischen Leitungen unter dem später aufzubringenden Bodenbelag. Er wird vorwiegend in der Sanierung oder Renovierung eingesetzt.

## Beschreibung
Vorwiegend in Altbauten eingesetzt, dient der Aufbodenkanal der Aufnahme der unter dem fertigen Bodenbelag verlegten Leitungen. Der Aufbodenkanal wird vor dem Anbringen des Bodenbelags, wie beispielsweise Teppich-, Laminat- oder PVC-Bodenbelägen, auf dem Rohfußboden montiert. Insbesondere zur Sanierung werden auch Aufbodenkanäle verwendet, die auf den fertigen Bodenbelag aufgebracht, meist aufgeklebt, werden. Diese haben im Regelfall eine Oberfläche in Form eines Kreisausschnitts, um ein Stolpern über die Kanäle bzw. darin verlegten Kabel zu vermeiden und ein Überfahren zu ermöglichen. Durch die vereinfachte Verlegung des Aufbodenkanals sind Stemmarbeiten weitgehend überflüssig. Lediglich Wanddurchbrüche müssen getätigt werden, wenn der Kanal zwischen voneinander durch Wände getrennten Räumen verlegt wird. Der Aufbodenkanal ist direkt nach dem Aufbringen des Bodenbelages belast- und begehbar. Eventuelle Klebe- bzw. Aushärtzeiten des Fertigbelages müssen dabei jedoch berücksichtigt werden.

## Erweiterungsmöglichkeiten
Der Aufbodenkanal kann durch Geräteträger, welche auf ihm montiert werden, ergänzt werden. Diese dienen dazu, Anschlussmöglichkeiten wie beispielsweise Steckdosen zur Stromversorgung, Antennen-, Telefon, oder Netzwerkdosen zu installieren.